# Parafia Najświętszej Maryi Panny Królowej Rodzin w Białymstoku
Parafia pw. Najświętszej Maryi Panny Królowej Rodzin w Białymstoku – rzymskokatolicka parafia należąca do dekanatu Białystok–Bacieczki, archidiecezji białostockiej, metropolii białostockiej, obejmująca część osiedla Bacieczki w Białymstoku.

## Historia parafii
Parafię erygował arcybiskup białostocki Stanisław Szymecki 21 stycznia 1997. Wydzielono ją z parafii św. Kazimierza. Jej proboszcz, ks. Bogdan Maksimowicz został administratorem nowo powołanej parafii. Pierwszym proboszczem parafii NMP Królowej Rodzin został mianowany (26 czerwca 1997) ks. Jan Hołodok, dotychczasowy proboszcz parafii w Starej Rozedrance. 23 sierpnia 1998 odbył się pierwszy odpust parafialny.
W 2001 z terenu parafii wydzielono obszar dla nowo utworzonej parafii św. Faustyny Kowalskiej.

## Kaplica i kościół parafialny
10 sierpnia 1997 arcybiskup białostocki poświęcił krzyż i plac pod budowę kościoła. Do czasu zbudowania tymczasowej, drewnianej kaplicy wierni parafii korzystali z kościoła św. Kazimierza. 15 grudnia 1997 poświęcił ją arcybiskup Stanisław Szymecki. 15 sierpnia 1998 uroczyście wprowadzono do tymczasowej świątyni obraz Matki Bożej Królowej Rodzin, będący kopią obrazu Matki Boskiej Śnieżnej z rzymskiej bazyliki Santa Maria Maggiore.
W 2004 rozpoczęto budowę murowanego kościoła parafialnego pw. Najświętszej Maryi Panny Królowej Rodzin według projektu Krystyny Kakareko.

## Proboszczowie
- 1997 – 2019 : ks. Jan Hołodok
- 2019 – obecnie: ks. Piotr Kobeszko